# Intelligibel
Intelligibel (von lateinisch intelligibilis „geistig erfassbar, erkennbar“, von intelligere „erkennen“) bezeichnet als Adjektiv der philosophischen Fachsprache diejenigen Gegenstände, die nur über den Verstand oder Intellekt erfasst werden können, weil sie der Sinneswahrnehmung nicht zugänglich sind. Die entsprechende Eigenschaft heißt „Intelligibilität“. Die Gesamtheit aller intelligiblen Gegenstände wird „das Intelligible“ oder „die intelligible Welt“ genannt. In philosophischen Systemen, die im Sinne der platonischen Ideenlehre solchen Gegenständen (Phänomenen) eine von den sinnlich wahrnehmbaren Einzeldingen unabhängige Existenz zuschreiben, wird die intelligible Welt als objektive, der Sinneswelt ontologisch übergeordnete Wirklichkeit verstanden.

## Antike und Mittelalter
Der Begriff erscheint zuerst in der griechischen Philosophie. Vom griechischen Substantiv Nous („Geist“, „Vernunft“, „Intellekt“, lateinisch intellectus) ist das Adjektiv noētós (noetisch) abgeleitet, das lateinisch mit intelligibilis wiedergegeben wird. „Noetisch“ oder „intelligibel“ bedeutet „(nur) verstandesmäßig erkennbar“, „(nur) dem Intellekt zugänglich“, „von rein geistiger Beschaffenheit“, „unsinnlich“. 
Der Vorsokratiker Parmenides (6.–5. Jahrhundert v. Chr.) war der Überzeugung, dass zwischen Sein und Denken eine wesenhafte Beziehung bestehe. Er meinte, das Denken sei ein Erfassen des Seins, außerhalb dessen nichts ist. Alles Denkbare müsse auch sein, da es sonst nicht gedacht werden könnte, und alles Seiende sei von Natur aus dem Denken zugänglich, denn das Denken als Antreffen des Seienden sei selbst etwas Seiendes und daher stehe ihm die gesamte Welt des Seienden offen. Somit weist in der Philosophie des Parmenides das Sein als solches notwendigerweise Intelligibilität auf.     
Platon griff in seiner Ideenlehre die Überlegungen des Parmenides auf und führte den Begriff des Intelligiblen (to noētón) in die philosophische Terminologie ein. Er unterschied zwischen dem unveränderlichen Sein der Ideen (Urbilder) und dem Bereich des Veränderlichen, des Entstehenden und Vergehenden, den er mit der Welt der einzelnen Sinnesobjekte gleichsetzte. In den Einzelobjekten, die als solche mittels der Sinne wahrgenommen werden, sah er Abbilder der ewigen Ideen. Demnach beruht das Sein eines Sinnesobjekts auf seiner Teilhabe am Sein der Idee, die von diesem Objekt abgebildet wird. Die Idee ist zwar als Urbild in dem Abbild präsent, aber sie selbst ist als intelligible Entität in ihrer eigenständigen Existenz nur für den denkenden Geist erfassbar. Dass die intelligible Welt dem Denken zugänglich ist, ergibt sich daraus, dass es dieselbe Instanz ist, die dem Erkennbaren das Sein und die Erkennbarkeit und dem Erkennenden die Erkenntnisfähigkeit verleiht. Diese Instanz ist für Platon die Idee des Guten. Erkennendes und Erkanntes sind aufgrund ihres gemeinsamen Ursprungs von gleichartiger Beschaffenheit.
Eine andere Auffassung vom Intelligiblen vertrat Platons Schüler Aristoteles, der eine eigenständige Existenz der Ideen verwarf und daher das Verhältnis zwischen Erkennendem und Erkanntem anders bestimmte als sein Lehrer (ohne Rückgriff auf Transzendenz). Nach seiner Lehre weist alles Seiende eine intelligible Form (noētón eídos) auf, die ein für das Denken erfassbares Prinzip darstellt. Das Denken erfasst das in den Sinnesobjekten vorhandene intelligible Allgemeine, indem die denkende Geistseele (psychḗ noētikḗ) sich dem Objekt, dem sie sich zuwendet, angleicht. Der Geist (Nous) bzw. die Geistseele ist der Möglichkeit nach alle Dinge; indem diese Möglichkeit (Potenz) in Bezug auf ein bestimmtes Ding in Wirklichkeit (Akt) überführt wird, vollzieht sich die Erkenntnis dieses Dings. Darauf beruht die Intelligibilität der Dinge.         
In der Ontologie des Neuplatonismus wurde die platonische Lehre von der hierarchischen Struktur der Gesamtwirklichkeit betont und ausgebaut. Der Hauptaspekt war dabei die scharfe Trennung zwischen dem intelligiblen und dem sinnlich wahrnehmbaren Bereich. Plotin, der Begründer des Neuplatonismus, fasste den Nous als absolute, transzendente, überindividuelle Instanz auf. Für ihn war der Nous eine objektive Realität, eine unabhängig von den denkenden Einzelwesen existierende Denkwelt, zu der die einzelnen denkenden Individuen Zugang haben. Das dieser objektiven Realität zugewandte Individuum produziert nicht „eigene“ Gedanken, sondern es denkt, indem es durch seine Teilhabe am Reich des Geistes dessen Inhalte ergreift. Das Denken als Erkennen noetischer Inhalte besteht darin, dass die Denkinhalte in ihrem Dasein an und für sich als platonische Ideen erfasst werden. Damit ist nicht ein diskursives Folgern gemeint, sondern ein unmittelbares geistiges Ergreifen des Gedachten. Das Gedachte ist weder ein Erzeugnis des denkenden Subjekts noch etwas vom objektiven universalen Nous Produziertes und diesem somit Untergeordnetes. Vielmehr ist es nirgendwo anders zu finden als im Nous selbst, in der Denkwelt, die der Denkende betritt. Die Objekte des Denkens sind die Inhalte des Nous, der aus nichts anderem als der Gesamtheit des Intelligiblen besteht.
Neben der sinnlich wahrnehmbaren Materie nahm Plotin wie schon Aristoteles auch eine intelligible Materie an, denn er ging davon aus, dass auch die rein geistigen Dinge, die mit keiner physischen Materie verbunden sind, ein materielles Substrat benötigen. Die unterschiedlichen Formen der Inhalte des Nous setzen für Plotin voraus, dass es außer einer formenden Instanz auch etwas Geformtes gibt. Das Geformte ist eine allen Formen gemeinsame intelligible Materie. Sie kommt ebenso wie die physische nicht in ungeformtem Zustand vor, ist aber im Unterschied zu ihr – wie alles Geistige – keinen Veränderungen unterworfen. Siehe auch materia prima.
Der spätantike Kirchenvater Augustinus teilte die Überzeugung der Platoniker, dass das Intelligible grundsätzlich vor dem sinnlich Wahrnehmbaren zu bevorzugen sei. Er griff das neuplatonische Konzept der „intelligiblen Welt“ auf. Zu dieser Welt zählte er neben Gott und dessen Aspekten (darunter „intelligible Schönheit“) den geistigen Teil der Schöpfung. Unter den intelligiblen Dingen hob er die in Gottes Weisheit enthaltenen Formprinzipien (rationes) der sichtbaren Objekte hervor. Wie schon Plotin nahm Augustinus an, dass die intelligible Welt aus intelligibler Materie geformt ist.
Im frühen 6. Jahrhundert unterschied der Philosoph Boethius zwischen dem Intelligiblen (intelligibile) und dem „Intellektiblen“ (intellectibile). Zum Letzteren zählte er die göttliche sowie alle immaterielle Natur, womit sich die Theologie befasst, zum Intelligiblen die vom Denken geleisteten Abstraktionen, die Gegenstand der Mathematik sind.
In der mittelalterlichen Metaphysik, die zunächst vor allem von neuplatonischem und später zunehmend von aristotelischem Gedankengut geprägt war, spielte der Begriff des Intelligiblen eine wichtige Rolle, vor allem in der Epoche der Scholastik. Dabei ging es insbesondere um die species intelligibilis (intelligible Form), die durch Abstraktion gewonnene mentale Darstellung des allgemeinen Wesens eines wahrgenommenen Dings gemäß dem intelligiblen Sein (im Gegensatz zur individuellen Besonderheit des einzelnen Sinnesobjekts und deren mentalem Korrelat, dem Phantasma). Die species intelligibilis war noch im 16. Jahrhundert ein Thema erkenntnistheoretischer Untersuchungen.

## Neuzeit
Immanuel Kant verwendet den Ausdruck „intelligible Welt“. Die Inhalte dieser Welt, die intelligiblen Gegenstände, grenzt er vom „intellektuell“ Erkennbaren ab:
Denn intellektuell sind die Erkenntnisse durch den Verstand, und dergleichen gehen auch auf unsere Sinnenwelt; intelligibel aber heißen Gegenstände, so fern sie bloß durch den Verstand vorgestellt werden können und auf die keine unserer sinnlichen Anschauungen gehen kann.
Intelligible Gegenstände (Noumena) sind demnach für Kant solche, die keinerlei Bezug zur sinnlichen Anschauung haben. Sie wären – wenn überhaupt – nur einer nichtsinnlichen intellektuellen Anschauung zugänglich. Eine solche bleibt dem Menschen jedoch nach Kants Meinung versagt, da er für Erkenntnis notwendigerweise sinnliche Anschauung benötigt. Die „an sich“ unerkennbaren, für die theoretische Vernunft unerreichbaren intelligiblen Gegenstände sind für den Menschen nur insoweit relevant, als die praktische Vernunft sie als gedankliche Hilfsmittel für ihre Tätigkeit benötigt. Damit verkehrt Kant den ursprünglichen Sinn von „intelligibel“ (erkennbar) ins Gegenteil; bei ihm ist das „Intelligible“ das Unerkennbare.